# Cheboygan
Cheboygan är administrativ huvudort i Cheboygan County i den amerikanska delstaten Michigan. Enligt 2010 års folkräkning hade Cheboygan 4 867 invånare.